# خاكوبو رامون
خاكوبو رامون نافيروس (ولد في 26 مارس 2007) هو لاعب كرة قدم إسباني يلعب كمدافع مع نادي كومو.

## الإنجازات
ريال مدريد
- دوري أبطال أوروبا: 2023–24[2]
- كأس السوبر الأوروبي: 2024